# Dialekty styryjskie
     Dialekty styryjskie

Ugrupowania dialektów języka słoweńskiego
Dialekty styryjskie

Dialekty styryjskie (słoweń. štajerska narečna skupina, štajerščina) – jedna z siedmiu najczęściej wyróżnianych grup dialektów słoweńskich. Dialekty styryjskie używane są w Styrii – w dorzeczu Savinji, na wschodnim Kozjaku i Pohorju.

## Cechy językowe
Dialekty styryjskie wyróżniają się następującymi cechami fonetycznymi:
- jedna intonacja opadająca[1],
- rozwój prasłowiańskich jerów podobny, jak w gwarach karynckich – w sylabach długich ẹ wąskie, w sylabach krótkich e szerokie[1],
- rozwój prasłowiańskiego *ě (jać) w sylabach długich w dyftongiczne ēi̯, ẹi̯ lub āi̯, np. zvệi̯zda lub zvâi̯zda ‘gwiazda’[1].

W morfologii charakterystyczna jest końcówka narzędnika l. poj. rzeczowników żeńskich -ọi̯, np. z rọkội̯. 